# Fat Joe
Joseph Cartagena (nascut el 19 d'agost de, 1970), conegut pel seu nom artístic de Fat Joe, és un raper i compositor de Nova York. Ell té un contracte amb Imperial Records i és el fundador de Terror Squad entreteniment.